# Arnica
Arnica  L. 1753 è un genere di piante spermatofite dicotiledoni appartenenti alla famiglia delle Asteraceae, dall'aspetto di piccole erbacee annuali o perenni dalla tipica infiorescenza a margherita.  È l'unico genere della sottotribù Arnicinae.

## Etimologia
Il nome del genere (Arnica) potrebbe derivare da una alterazione del tardo-latino ptàrmica, a sua volta derivato dal greco ptarmikos (starnutatorio) con allusione alle proprietà starnutatorie connesse con l'odore della pianta. Altri autori però preferiscono partire dalla parola greca arnakis (pelle di agnello) facendo riferimento alla delicata tessitura delle sue foglie. Il nome Arnica in antichità venne impiegato più volte per specie diverse aventi in generale grandi capolini gialli (come i generi Doronico, Senecio e Telekia). La prima documentazione dell'Arnica montana risulta del 1731 a proposito di un manuale di giardinaggio. In Francia è molto comune la denominazione di Tabac des Vosges in quanto gli abitanti delle regioni montane se ne servono come tabacco da fiuto.

Il nome scientifico di questo genere è stato proposto da Carl von Linné (1707 – 1778) biologo e scrittore svedese, considerato il padre della moderna classificazione scientifica degli organismi viventi, nella pubblicazione "Species Plantarum" del 1753.

## Descrizione
Le specie di questo genere sono erbe perenni. L'altezza delle piante varia da 5 a 100 cm. La parte sotterranea consiste in rizomi relativamente lunghi e sottili con una parte legnosa corta e grossa. I fusti sono per lo più eretti, semplici o ramificati.
Le foglie basali in genere sono disposte in forma di rosetta. Le foglie lungo il caule sono disposte per lo più in modo opposto, sono più piccole e poco numerose; inoltre sono sessili o picciolate. La lamina ha una forma da lanceolata a ovata, oppure da oblanceolata a obovata o orbicolare. I bordi sono interi oppure dentati o lobati poco profondamente. La superficie fogliare è da glabra a tomentosa, qualche volta può essere ghiandolosa oppure ispida o irsuta.
Le infiorescenze sono formate da capolini (radiati o discoidi) terminali, solitari o raggruppati in lassi corimbi. I capolini sono formati da un involucro a forma da strettamente obconica a campanulata o emisferica (o anche spiralata) composto da diverse squame  disposte in 1 - 2 serie al cui interno un ricettacolo convesso, tomentoso e privo di pagliette, fa da base ai fiori di due tipi: quelli esterni del raggio disposti su un unico ordine e quelli più interni del disco. Le squame, da 5 a 23, sono persistenti. Diametro dell'involucro: 6 – 20 mm.
I fiori sono tetraciclici (a cinque verticilli: calice – corolla – androceo – gineceo) e pentameri (ogni verticillo ha 5 elementi). I fiori del raggio  da 0 a 22 sono femminili, fertili ed hanno le corolle colorate di giallastro-arancio o raramente color crema. I fiori del disco da 10 a 120, sono ermafroditi (funzionalmente staminali in Arnica dealbata) e fertili con corolle colorate di giallo o giallastro-arancio; gli apici sono a 5 lobati. Il calice è ridotto ad una coroncina di squame.
Formula fiorale: per queste piante viene indicata la seguente formula fiorale:
* K 0/5, C (5), A (5), G (2), infero, achenio
L'androceo è formato da 5 stami con filamenti liberi e antere saldate in un manicotto circondante lo stilo.  Le antere sono gialle o raramente violette (ma mai annerite). Le cellule dell'endotecio sono oblunghe con 1 - 2 ispessimenti polari.
Il gineceo ha un ovario uniloculare infero formato da due carpelli.. Lo stilo è unico e con due stigmi nella parte apicale. Gli apici degli stigmi sono molto più piccoli delle linee stigmatiche marginali.
I frutti sono degli acheni con pappo. La forma degli acheni è da cilindrica o strettamente clavata a obovoide o obpiramidale, con forme da debolmente a fortemente angolate; il colore è da grigio, marrone a nero. La superficie è striata con 5 - 10 nervature, glabra o pelosa con pareti carbonizzate (annerite). Il pappo normalmente è presente e persistente; il colore è da bianco a fulvo, ed è formato da 10 - 50 setole da barbate a piumose.

## Biologia
- Impollinazione: l'impollinazione avviene tramite insetti (impollinazione entomogama).
- Riproduzione: la fecondazione avviene fondamentalmente tramite l'impollinazione dei fiori (vedi sopra).
- Dispersione: i semi cadendo a terra (dopo essere stati trasportati per alcuni metri dal vento per merito del pappo, se presente – disseminazione anemocora) sono successivamente dispersi soprattutto da insetti tipo formiche (disseminazione mirmecoria).

## Distribuzione e habitat
Le specie di questo genere abitano l'emisfero settentrionale, soprattutto le aree montane e circumboreali. La massima diversità delle specie si ha nella parte occidentale del Nord America (sono presenti anche endemismi stretti). Inoltre è presente in Europa e in Asia settentrionale (a nord delle catene himalayane). In America del Sud la presenza è considerata naturalizzata.

In Italia è presente una sola specie: Arnica montana L. con distribuzione al nord (Alpi). In Europa (oltre alla specie citata) sono presenti altre due specie:
- Arnica angustifolia Vahl, 1816 - Distribuzione: Europa del Nord-Est.
- Arnica chamissonis Less., 1831 - Distribuzione: Scandinavia (specie naturalizzata).

## Tassonomia
La famiglia di appartenenza del genere (Asteraceae o Compositae, nomen conservandum) è la più numerosa del mondo vegetale, comprende oltre 23000 specie distribuite su 1535 generi (22750 specie e 1530 generi secondo altre fonti).  La sottofamiglia Asteroideae è una delle 12 sottofamiglie nella quale è stata suddivisa la famiglia Asteraceae, mentre Madieae è una delle 21 tribù della sottofamiglia. La tribù Madieae a sua volta è suddivisa in 5 sottotribù (Arnicinae è una di queste).Il genere Arnica è formato da una trentina di specie.

### Filogenesi

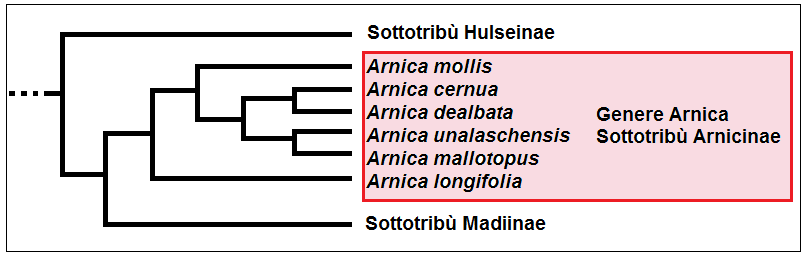
Cladogramma di alcune specie

Il genere Arnica pur avendo il ricettacolo privo di pagliette e il pappo formato da setole è stato trattato a lungo nelle Senecioneae, successivamente venne trattato con altri taxa in una espansione delle Heliantheae finché non è stato rimosso da queste tribù per formare una sua sottotribù (Arnicinae) nella tribù Madieae.  In questo nuova circoscrizione questo genere è risultato “gruppo fratello” del nucleo centrale delle Madieae: la sottotribù Madiinae. Questo genere attualmente comprende anche due entità monotipo annidiate al suo interno: Mallotopus (Arnica mallotopus (Franch. & Sav.) Makino) e Whitneya (Arnica dealbata (A.Gray) B.G.Baldwin).
Su alcune specie di questo genere sono state fatte delle ricerche di tipo filogenetico sul DNA. Il cladogramma a lato è il risultato di queste ricerche.
Il numero cromosomico delle specie di questo genere è: 2n = 38.

### Variabilità
Questo è un genere con diverse specie poliploidi e con diversi fenomeni di apomissia per cui è presente una certa variabilità morfologica.

### Elenco delle specie
Questo genere comprende le seguenti specie:
- Arnica acaulis (Walter) Britton, Sterns & Poggenb., 1888
- Arnica angustifolia Vahl, 1816
- Arnica attenuata (Greene) Maguire
- Arnica cernua Howell, 1900
- Arnica chamissonis Less., 1831
- Arnica cordifolia Hook., 1834
- Arnica dealbata (A.Gray) B.G.Baldwin, 1999
- Arnica denudata Greene, 1896
- Arnica discoidea Benth., 1849
- Arnica fulgens Pursh
- Arnica gracilis Rydb., 1897
- Arnica griscomii Fernald, 1924
- Arnica intermedia Turcz., 1851
- Arnica lanceolata Nutt., 1841
- Arnica latifolia Bong.
- Arnica lessingii (Torr. & A.Gray) Greene, 1900
- Arnica lonchophylla Greene, 1900
- Arnica longifolia D.C.Eaton, 1871
- Arnica louiseana Farr, 1906
- Arnica mallotopus (Franch. & Sav.) Makino, 1897
- Arnica mollis Hook., 1834
- Arnica montana L., 1753
- Arnica nevadensis A.Gray, 1883
- Arnica ovata Greene, 1900
- Arnica parryi A.Gray, 1874
- Arnica porsildiorum B.Boivin, 1948
- Arnica rydbergii Greene, 1899
- Arnica sachalinensis (Regel) A.Gray, 1883
- Arnica sororia Greene, 1910
- Arnica spathulata Greene, 1896
- Arnica unalaschcensis Less., 1831
- Arnica venosa H.M.Hall, 1915
- Arnica viscosa A.Gray, 1878

### Sinonimi
L'entità di questa voce ha avuto nel tempo diverse nomenclature. L'elenco seguente indica alcuni tra i sinonimi più frequenti:
- Aliseta  Raf.
- Aphyllocaulon  Lag.
- Epiclinastrum  DC.
- Gerbera  Boehm.
- Whitneya A. Gray, 1865
- Mallotopus Franch. & Sav., 1878

### Generi simili
Un genere molto simile è Senecio. Le arniche si distinguono da questo per la forma campanulata dell'involucro che alla base è circondato da diverse brattee in duplice serie, per le foglie opposte e gli stigmi ingrossati e appuntiti all'apice.

## Fitoterapia
Il fiore dell'arnica è caratterizzato dai seguenti costituenti chimici:
- lattoni sesquiterpenici;
- elenalina e i suoi esteri;
- polifenoli;
- flavonoidi;
- tannini;
- cumarine;
- poliacetileni;
- xantofille;
- acido cinnamico;
- terpeni.

L'elenalina è in grado di inibire il rilascio del fattore di trascrizione NF-kB, coinvolto nei meccanismi immunitari e nei processi infiammatori, per questo l'arnica risulta avere proprietà antinfiammatorie, quindi viene utilizzata in caso di edemi post-traumatici, artralgie e disturbi articolari a carattere reumatico, versamenti articolari e flebiti non ulcerative. L'elenalina contribuisce inoltre all'azione analgesica e antisettica, insieme alla diidroelenalina e ai suoi esteri.
Le proprietà immunostimolanti dell'arnica sono invece attribuibili ai polisaccaridi, in quanto sembra siano in grado di agire sul sistema del complemento e favorire l'aumento della fagocitosi.

## Alcune specie

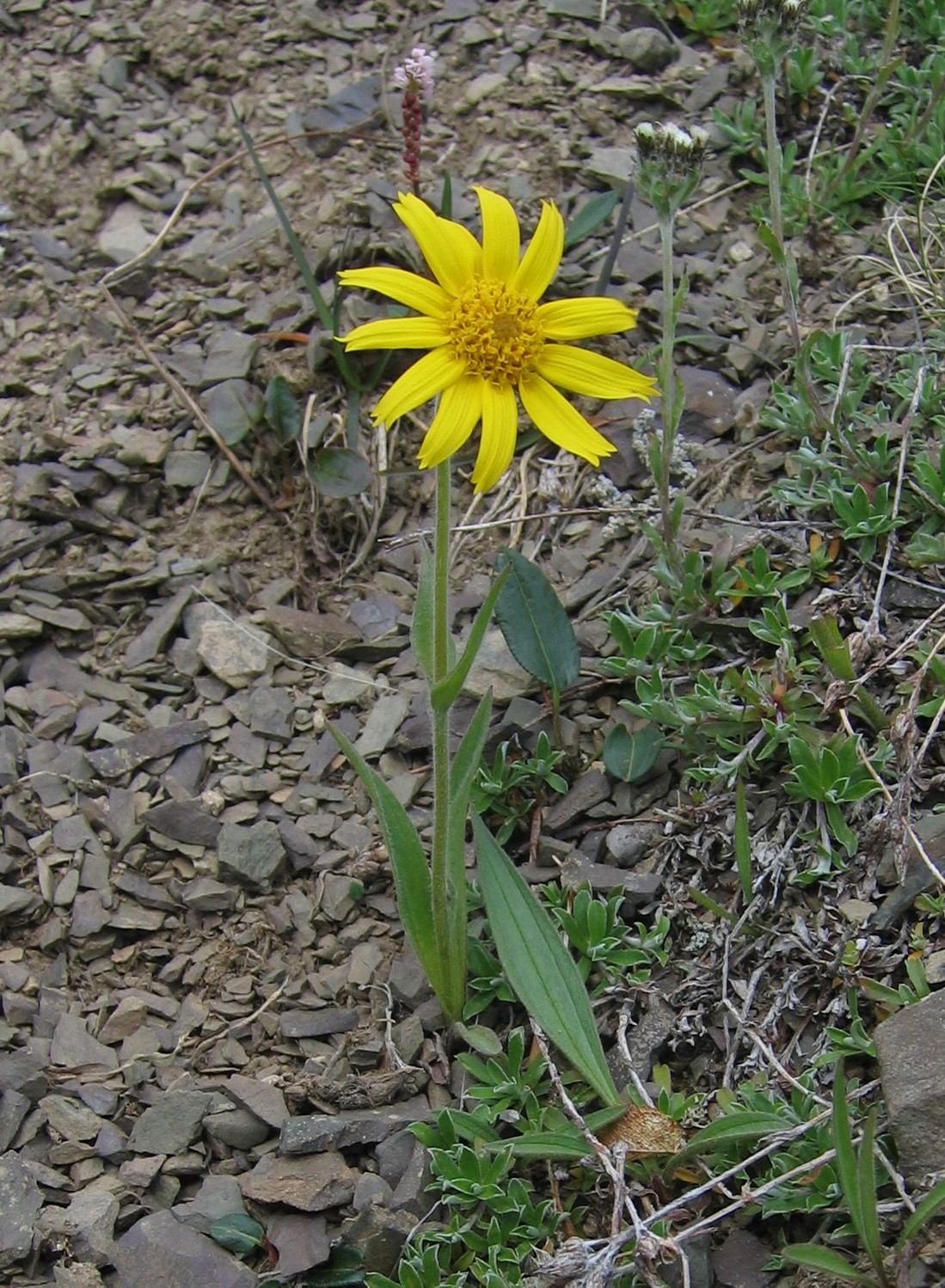
Arnica angustifolia
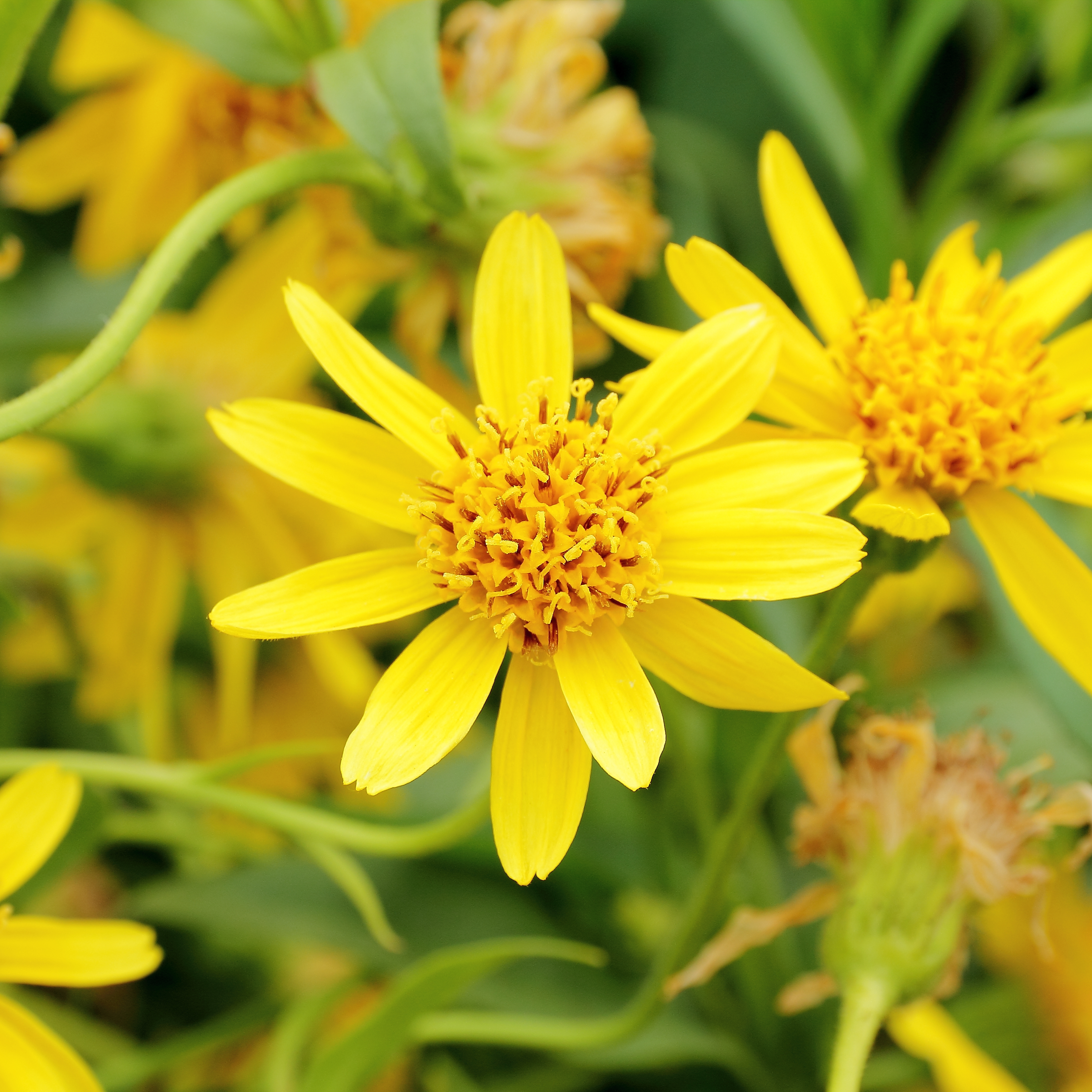
Arnica longifolia
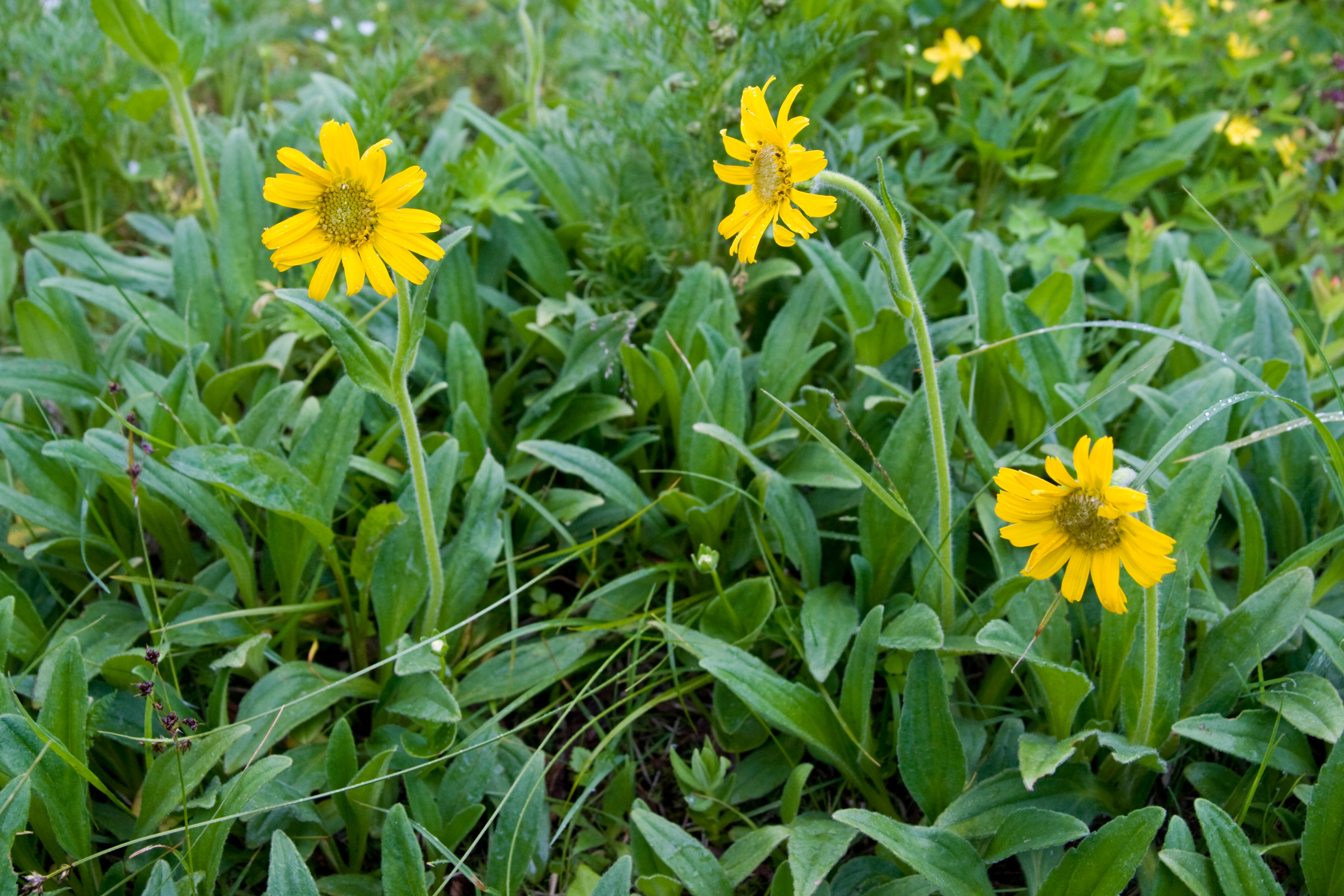
Arnica unalascensis
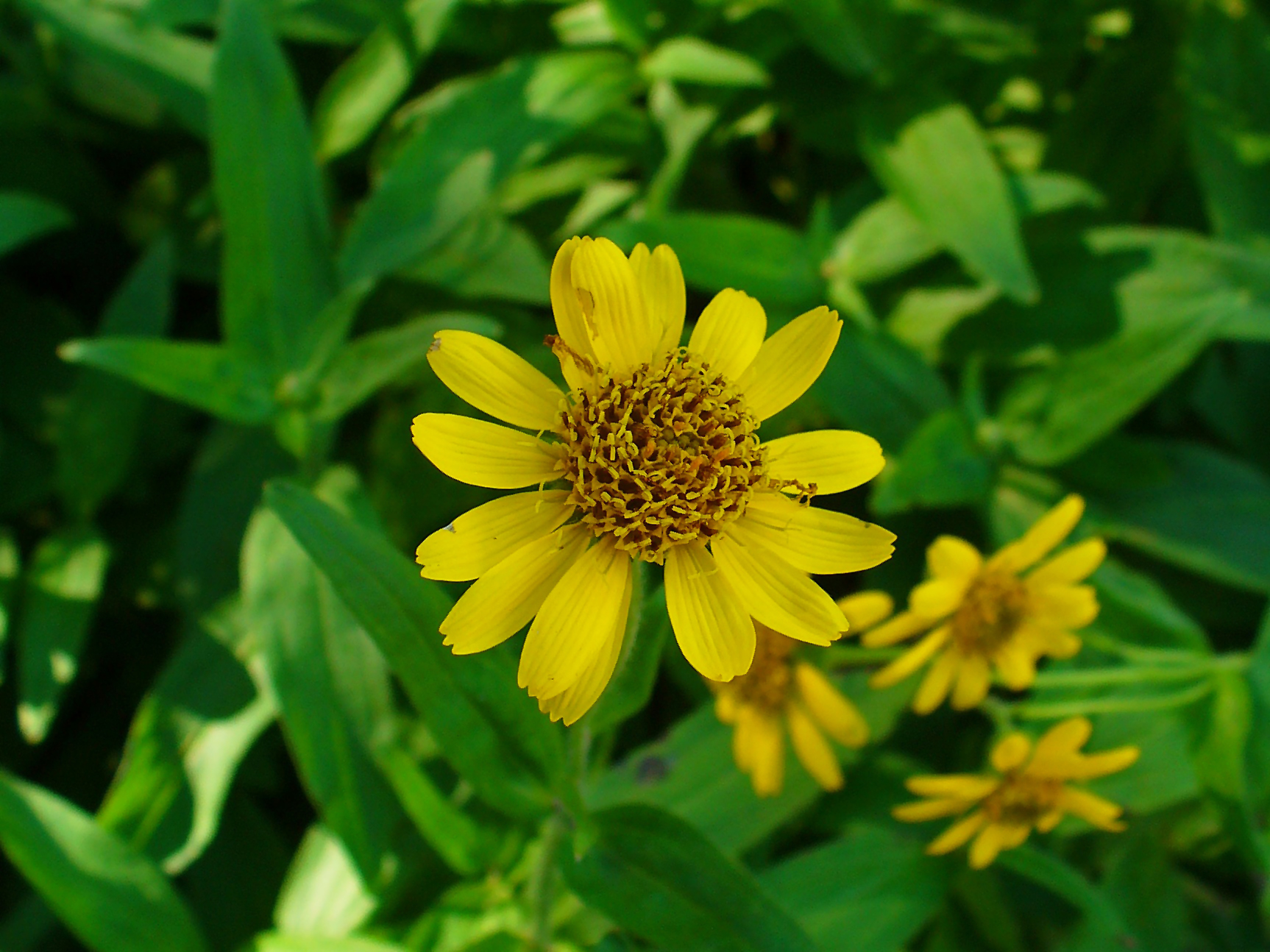
Arnica chamissonis
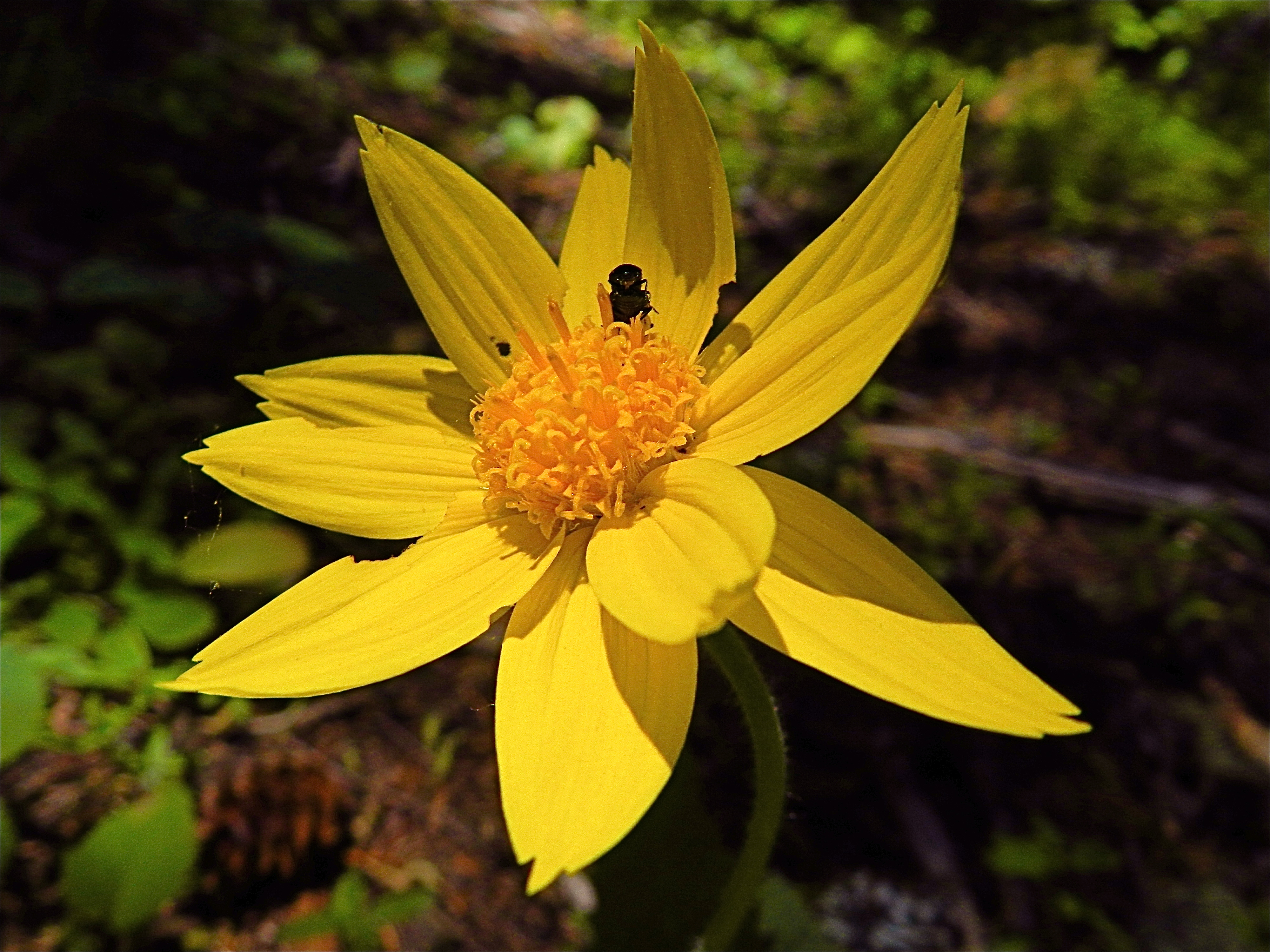
Arnica cordifolia
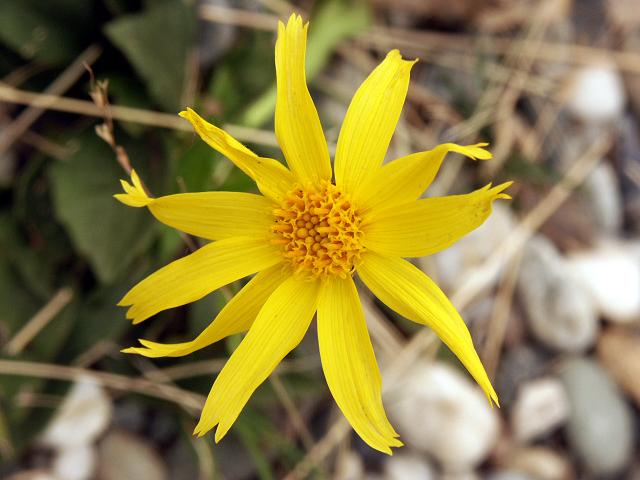
Arnica griscomii
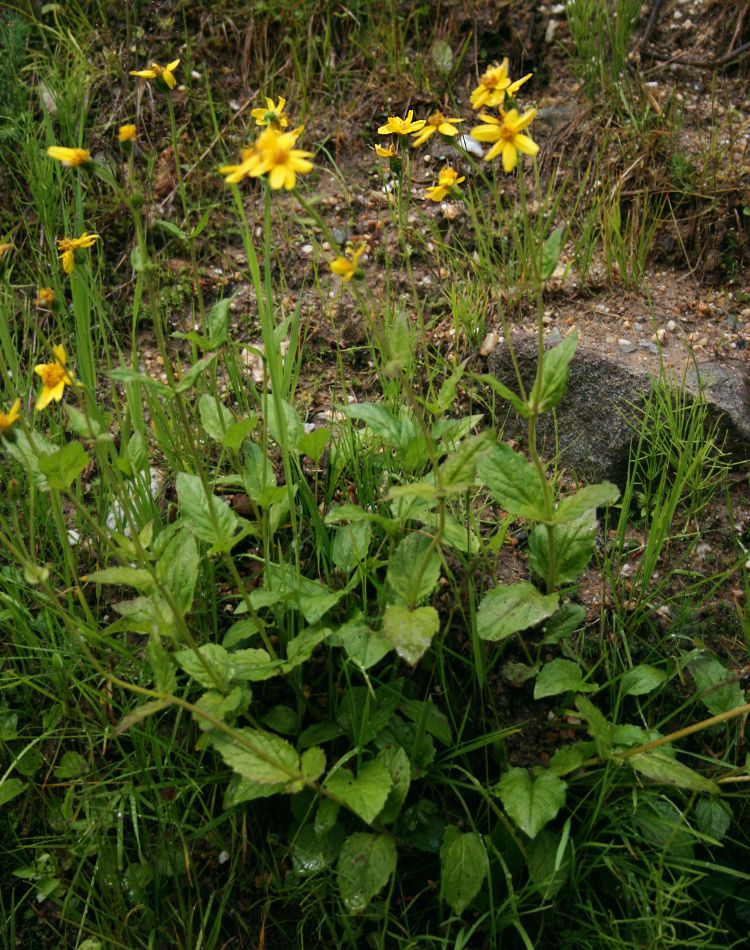
Arnica latifolia
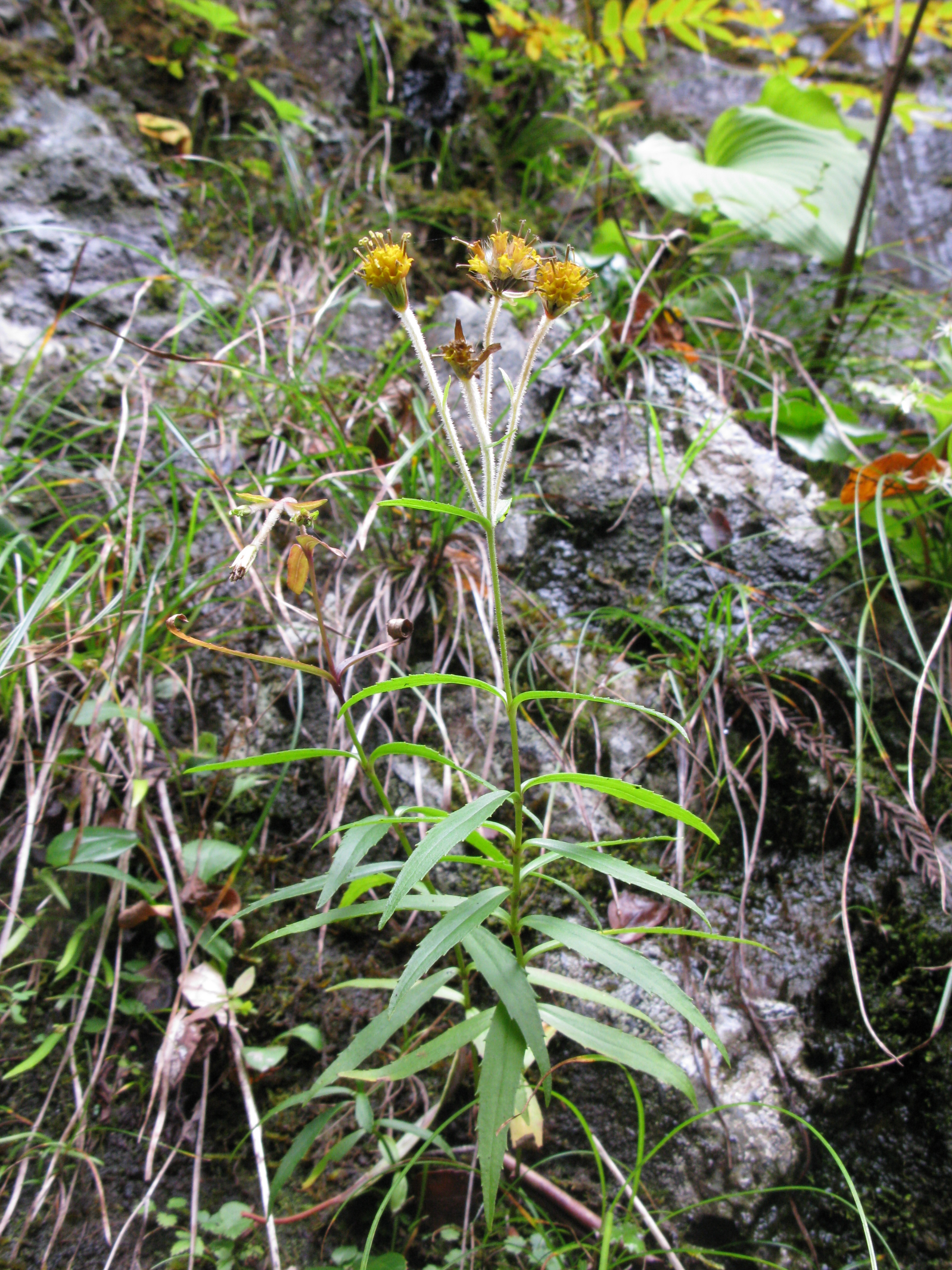
Arnica mallotopus
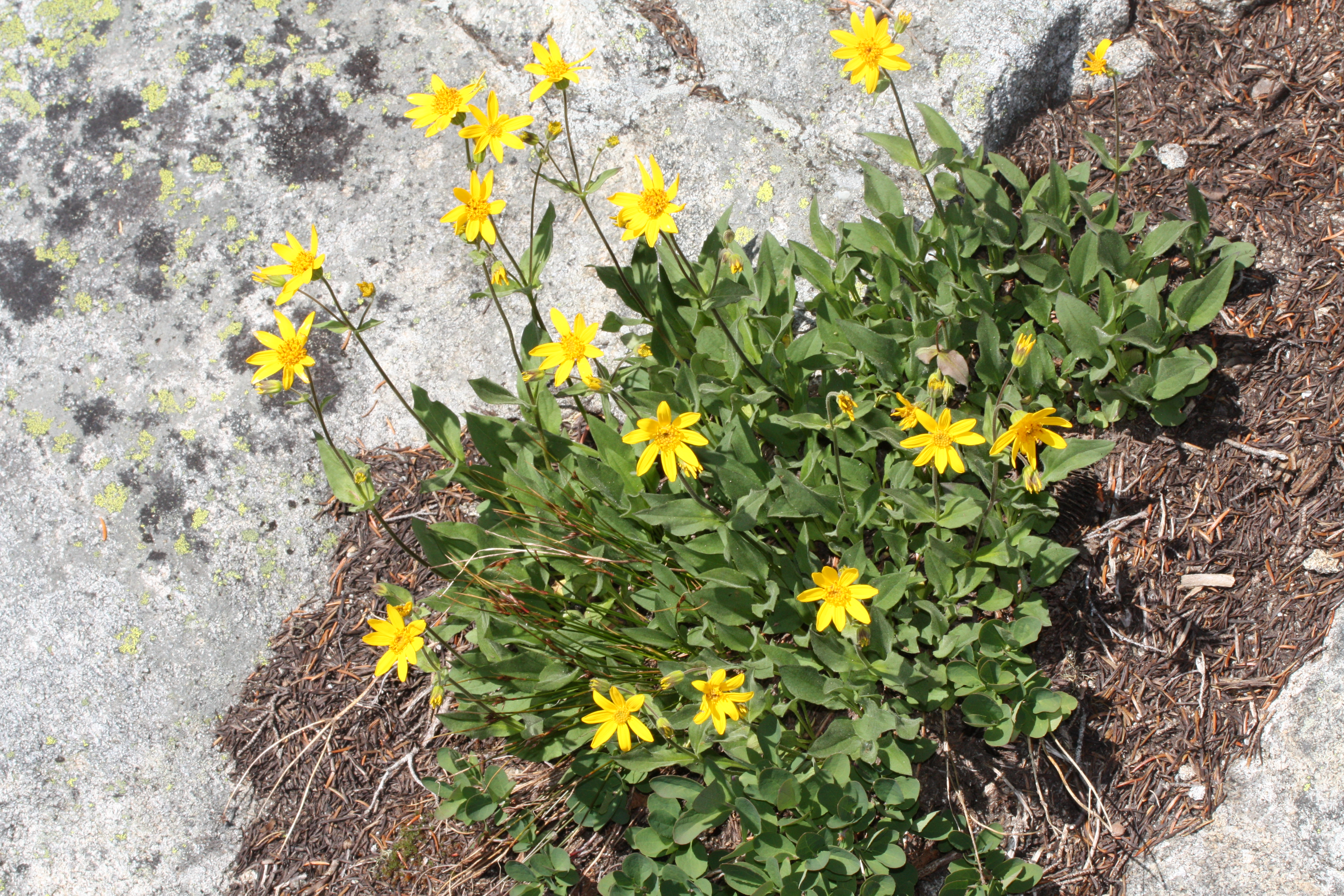
Arnica mollis
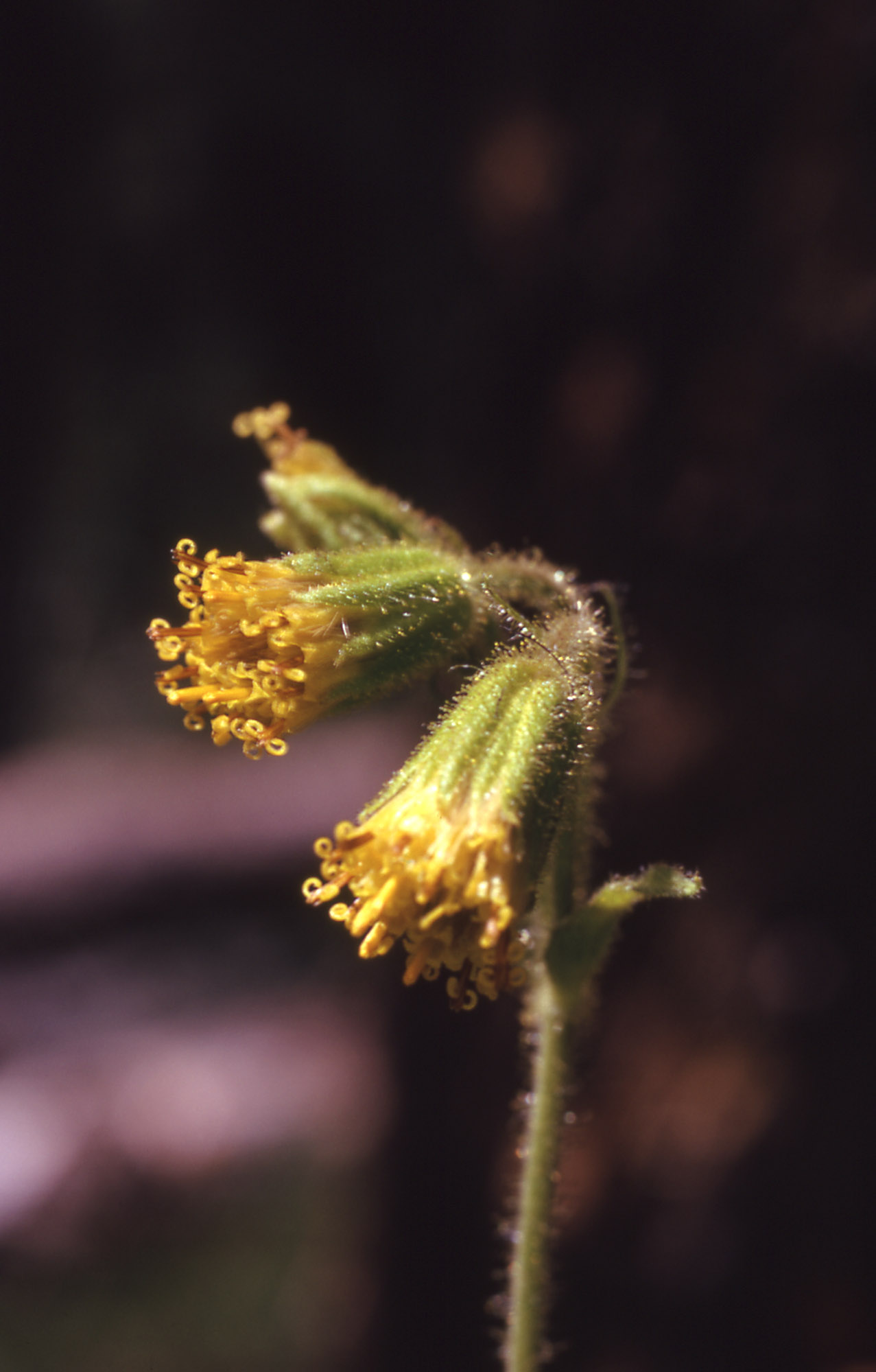
Arnica parryi
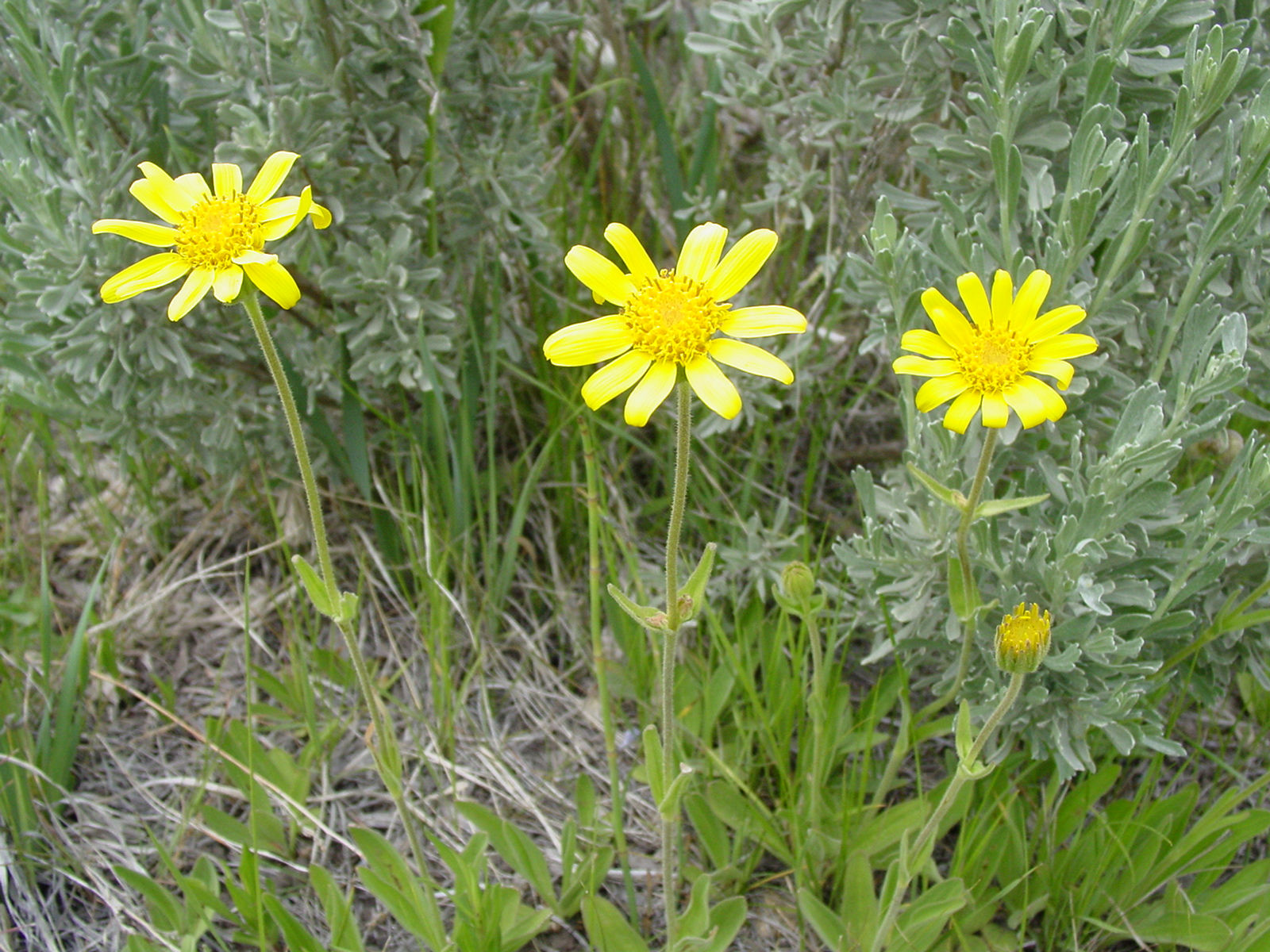
Arnica sororia
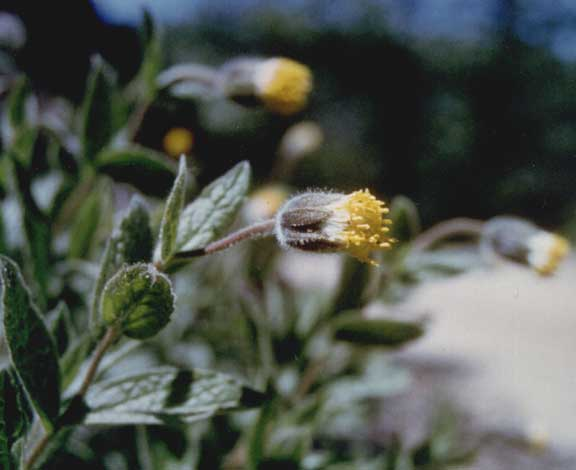
Arnica venosa